# István Kerékjártó
István Kerékjártó (* 23. Juni 1953 in Eger) ist ein ehemaliger ungarischer Langstreckenläufer.
1977, 1978 und 1981 wurde er nationaler Meister im 10.000-Meter-Lauf.
1985 kam er beim IAAF-Weltcup-Marathon auf den 29. Platz. Im Jahr darauf wurde er ungarischer Marathonmeister, gewann den München-Marathon und belegte beim Marathon der Leichtathletik-Europameisterschaften in Stuttgart den 21. Platz.

## Persönliche Bestleistungen
- 10.000 m: 28:26,4 min, 11. Juni 1977, Moskau (ehemaliger ungarischer Rekord)[2]
- Stundenlauf: 20.138 m, 16. April 1978, Budapest
- Marathon: 2:13:35 h, 22. März 1986, Szeged